# NGC 1557
NGC 1557 ist eine Sternengruppe in der Nähe von HD 27346 im Sternbild Hydrus am Südsternhimmel.
Entdeckt wurde das Objekt am 24. November 1834 von John Herschel.